# Alice Eckermans
Alice Maria Theresia Eckermans (Antwerpen, 12 maart 1866 – Berchem, 1921) was een Belgisch kunstschilder.

## Leven en werk
Alice Eckermans was een dochter van de uit Nederland afkomstige apotheker Hubert Dominicus Eckermans en de Gentse Felicita Josepha Bernard. Ze kreeg les van de portretschilder Pierre Van Havermaet, een van de professoren aan de Antwerpse Academie. Ze schilderde onder meer figuurcomposities, portretten en religieuze taferelen. Ze maakte diverse reizen naar Italië en het Midden-Oosten.  
Emiel de Grave schreef in Het Belfort in 1899 een serie "Inkijkjes bij Antwerpsche schilders", hij vond Eckermans nog "volop in haren ontwikkelingstijd - Handig in het teekenen en, wellicht ten overlaste, gevoed met grondbeginselen der hedendaagsche kunst, worstelt in haar de neiging tot het natuurnabootsen met den lust tot het scheppen van gedachtenbeelden." Ze nam deel aan diverse tentoonstellingen, onder andere aan de expositie in Gent ter gelegenheid van het 100-jarig bestaan van de Koninklijke Maatschappij tot Aanmoediging der Schone Kunsten (1892), aan de wereldtentoonstelling van 1897 in Brussel, de door het tijdschrift Durendal georganiseerde Salon van religieuze kunst in Brussel (1899-1900) en de De Hedendaagsche Vrouw (1914) in Antwerpen.

## Enkele werken

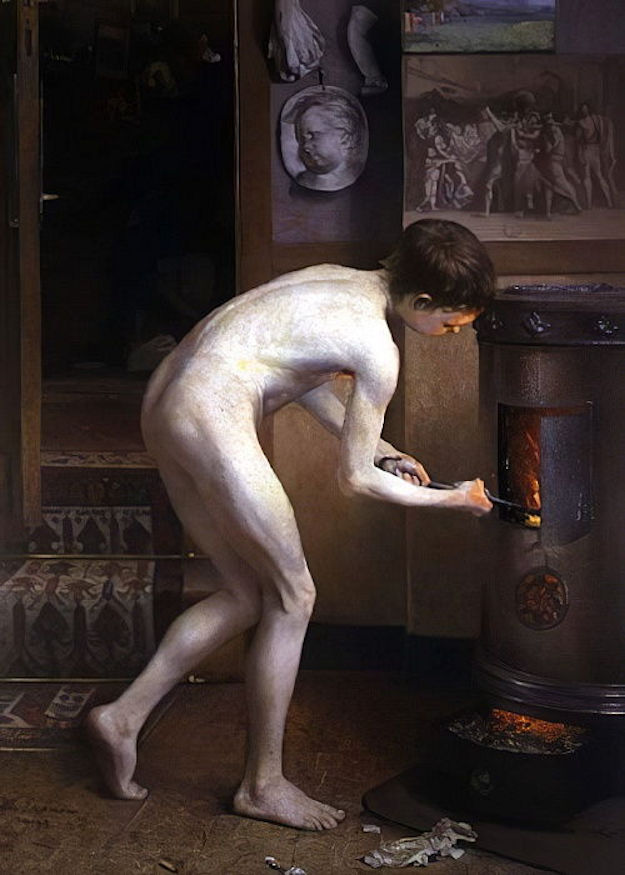
De stoker
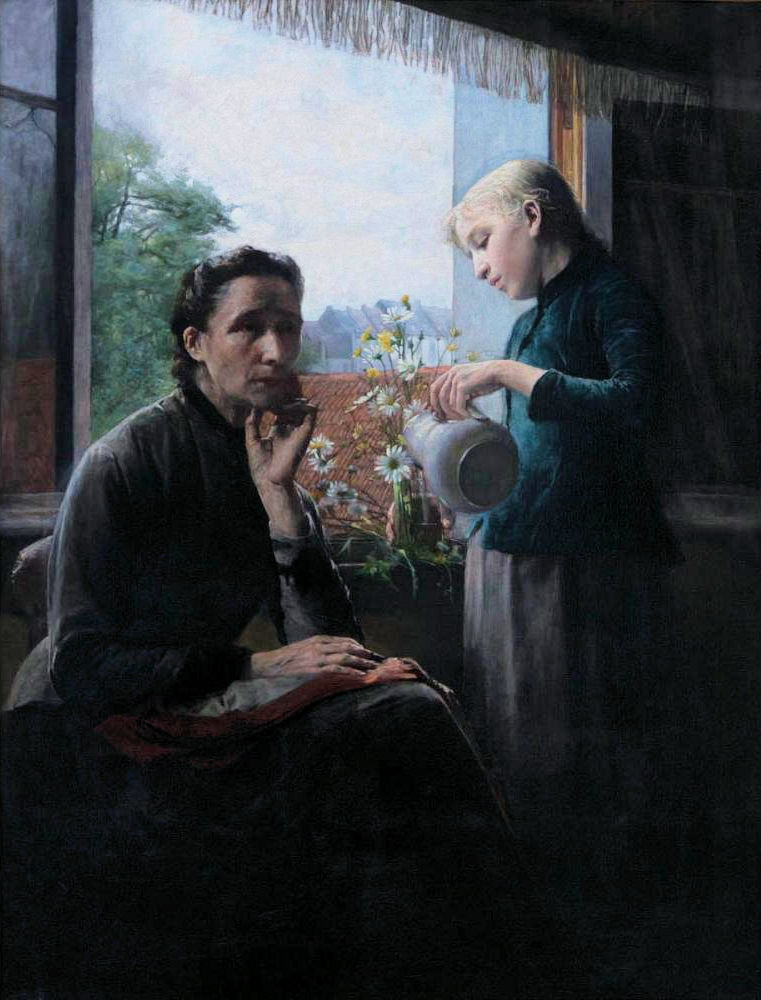
De weduwe of In gedachten verzonken
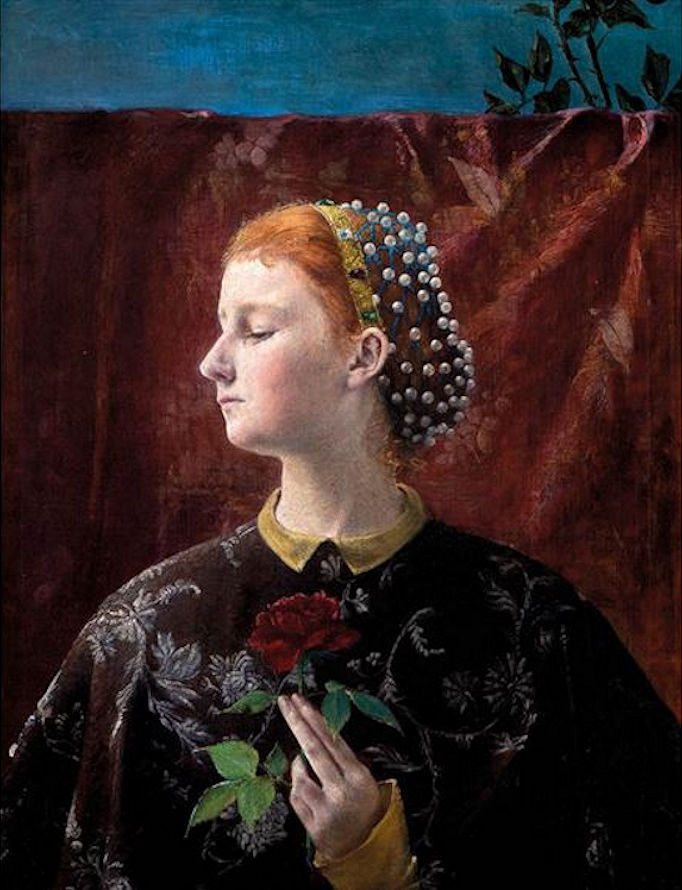
Trots

- RKD-Nederlands Instituut voor Kunstgeschiedenis: 25409